# Олефіри
Олефі́ри — село в Україні, у Решетилівській міській громаді Полтавського району Полтавської області. Населення станом на 2001 рік становило 44 особи. До 2020 орган місцевого самоврядування — Остап'ївська сільська рада.

## Географія
Село Олефіри знаходиться за 3 км від лівого берега річки Хорол. На відстані 1 км розташовані села Остап'є та Кравченки. По селу протікає пересихаючий струмок із загатою.
Найближча залізнична станція Сагайдак — за 39 км.

## Історія
Село Олефіри виникло в другій половині XIX ст. як хутір Остапівської волості Хорольського повіту Полтавської губернії.
На карті 1869 року поселення було позначене як хутори Глибокі.
За переписом 1900 року хутори Велика Глибока і Мала Глибока Остапіської волості Хорольського повіту Полтавської губернії належали до Остапівської козацької громади. Вони мали 13 дворів, 154 жителя.
У 1912 році у хуторі Олеферовому було 710 жителів.
У січні 1918 року в селі розпочалась радянська окупація.
Станом на 7 вересня 1923 року Олефіри належали до Кравченківської сільської ради Остапівського району Лубенської округи.
Станом на 12 червня 1925 року Олефіри були центром Олефірівської сільської ради Остапівського району Лубенської округи.
З 1930 року село увійшло до Великобагачанського району.
У 1932–1933 роках внаслідок Голодомору, проведеного радянським урядом, у селі загинуло 9 мешканців.
З 14 вересня 1941 по 23 вересня 1943 року Олефіри були окуповані німецько-фашистськими військами.
12 червня 2020 року, відповідно до розпорядження Кабінету Міністрів України № 721-р «Про визначення адміністративних центрів та затвердження територій територіальних громад Полтавської області», село увійшло до складу Решетилівської міської громади.
19 липня 2020 року, в результаті адміністративно - територіальної реформи та ліквідації Великобагачанського району, село увійшло до складу новоутвореного Полтавського району Полтавської області.